# Referéndum constitucional de Egipto de 2007
El lunes 26 de marzo de 2007 se celebró un referéndum constitucional en Egipto, para introducir 34 enmiendas en la Constitución. Estaban llamados a las urnas un total de 35.848.000 ciudadanos mayores de 18 años que debían decidir si aceptan o no las enmiendas, ganando el sí con más del 70% de los votos.
El referéndum fue anunciado seis días antes por el presidente Hosni Mubarak, tras la aprobación de las enmiendas por parte del Parlamento. Votaron a favor de las enmiendas 315 diputados de un total de 450, todas afines al presidente. La oposición criticó duramente las reformas, argumentando que era una estratagema de Mubarak para ayudar a que su hijo lo suceda como jefe de Estado. Una de las enmiendas que más críticas ha desatado es la que prohíbe los partidos religiosos o que un candidato presidencial deba contar con el apoyo de un partido reconocido y que tenga más del 3% de los votos. Otra enmienda descarga a los jueces de la tarea de vigilar las elecciones, planteando la creación de una comisión independiente. No sólo la oposición político criticó las enmiendas, también ONG como Amnistía Internacional criticaron el endurecimiento de las políticas antiterroristas. Por su parte, el ministro de información, Anas el-Fiqqi, declaró que se estaba viviendo una verdadera participación democrática.
El "sí" ganó con el 75,9% de los votos pero lo más relevante fue la abstención. Según los resultados oficiales, fueron a votar un 27,1% de los censados, sin embargo, otras fuentes como la Organización Egipcia de los Derechos Humanos, la cifraron por debajo del 10%. El New York Times respaldó esta opinión, señalando además que mientras la televisión oficial ofrecía largas colas a la hora de votar, el aspecto real de los colegios electorales era desértico.